# Kainosita-(Y)
La kainosita-(Y) és un mineral de la classe dels silicats. Rep el nom del grec καινος, "poc comú", en al·lusió a la seva inusual composició química.

## Característiques
La kainosita-(Y) és un silicat de fórmula química Ca₂Y₂(SiO₃)₄(CO₃)(H₂O). Cristal·litza en el sistema ortoròmbic. La seva duresa a l'escala de Mohs es troba entre 5 i 6.
Segons la classificació de Nickel-Strunz, la kainosita-(Y) pertany a «09.CF: Ciclosilicats amb enllaços senzills de 4 [Si₄O₁₂]8-, amb anions complexos aïllats» juntament amb els següents minerals: ashburtonita, clinofosinaïta, fosinaïta-(Ce), strakhovita i cerchiaraïta-(Mn).

## Formació i jaciments
Va ser descoberta a la pedrera de feldespat d'Igletjødn, situada al municipi de Flekkefjord, a Vest-Agder, Noruega. Els indrets on ha estat descrita aquesta espècie mineral són distribuïts en una vintena de països de gairebé tots els continents del planeta.